# 立陶宛—墨西哥關係
立陶宛-墨西哥关系是指立陶宛共和国和墨西哥合众国之间的外交关系。这两个国家都是经济合作与发展组织的成员。

## 历史
1900年至1950年间，700多名立陶宛犹太人移民到墨西哥，这是立陶宛和墨西哥之间的早期接触。1918年，在立陶宛成为俄罗斯帝国的一部分123年后，立陶宛于第一次世界大战后获得独立。1921年5月5日，墨西哥承认立陶宛的独立。1938年5月31日，两国在华盛顿特区签署友好条约后建立了外交关系。第二次世界大战期间，立陶宛分别被纳粹德国和苏联占领，战后，立陶宛于1944年被苏联强行吞并。墨西哥是少数几个谴责和不承认苏联吞并立陶宛的国家之一。
1990年3月，立陶宛在苏联解体后获得独立。墨西哥承认立陶宛的独立并于1991年11月5日与立陶宛重新建立外交关系。自那时以来，墨西哥驻瑞典斯德哥尔摩的大使兼任驻立陶宛的大使，立陶宛驻美国华盛顿特区的大使馆兼任驻墨西哥大使。
2002年1月，瓦尔达斯·阿达姆库斯总统在外交部长安塔纳斯·瓦廖尼斯陪同下，成为首位正式访问墨西哥的立陶宛国家元首。在阿达姆库斯总统访问期间，他会见了墨西哥总统比森特·福克斯·克萨达。这次访问的目的是促进最高层次的政治对话与合作。2002年6月，立陶宛-墨西哥双边政治磋商首次会议在维尔纽斯举行，由立陶宛外交部国务秘书埃瓦尔达斯·伊格纳塔维丘斯和墨西哥外交部副部长米格尔·马林共同主持。2003年2月，墨西哥在维尔纽斯开设了名誉领事馆。2008年，阿达姆库斯总统第二次访问墨西哥，会见了墨西哥总统费利佩·卡尔德龙。
2009年，墨西哥外交部长帕特里夏·埃斯皮诺萨·坎特拉诺和立陶宛外交部长维高达斯·乌沙卡斯在西班牙马德里举行的欧洲理事会部长委员会第119届会议期间举行会晤，建立外交交流项目，以分享对拉丁美洲的了解。2013年，立陶宛将成为欧盟理事会主席国。
2018年，墨西哥城举行了立陶宛独立100周年庆祝活动，立陶宛驻墨西哥大使以及立陶宛-墨西哥社区成员参加了庆祝活动。

## 双边协议
两国已经签署了一些双边协议，如1938年的友好条约、《教育、文化、艺术和体育领域合作协定》（2002年）、《关于在外交和公务护照中禁止签证的协定》（2002年）和《关于在所得税领域防止双重征税和防止偷漏税的协定》及其议定书（2012年）。

## 贸易
1997年，墨西哥与欧盟（包括立陶宛）签署了自由贸易协定。2018年，立陶宛和墨西哥之间的贸易总额为7060万美元。立陶宛对墨西哥的主要出口包括：汽油、动物饲料、无线电导航设备和汽车零部件。墨西哥对立陶宛的主要出口包括：对苯二甲酸和龙舌兰酒。墨西哥跨国公司西麥斯在立陶宛的运营公司为石水泥公司。